# Amsterdamse Spinoza Kring
Met de Amsterdamse Spinoza Kring, wordt de groep van Amsterdamse vrienden van Spinoza (1632-77) aangeduid. De kring bestond uit Franciscus van den Enden, Jan Rieuwertz, Jarig Jelles, Pieter Balling, Lodewijk Meyer, Adriaen Koerbagh, Johannes Koerbagh, Johannes Bouwmeester, Simon de Vries, Jan Hendrik Glazemaker, Georg Hermann Schuller en Petrus van Gent. Zij lazen en bediscussieerden als eersten de handgeschreven teksten van Spinoza. Samen vormden zij een soort filosofische ondergrondse, die nadien de ‘Amsterdamse Spinoza kring' genoemd werd. Enkelen van hen hebben zelf revolutionaire spinozistische boeken gepubliceerd.

## Franciscus van den Enden (1602-74)
Algemeen wordt aangenomen dat Spinoza na de joodse verbanning in de 'Latijnse school' bij Franciscus van den Enden is gaan wonen. Van den Enden was een zeer libertijnse, uit Antwerpen afkomstige ex-jezuïet, die een seculiere Latijnse school had aan de Singel, waar de kinderen van regenten zich, soms intern wonend, voorbereidden op de universiteit. Hij leerde Spinoza Latijn, bracht hem in contact met de klassieken en andere libertijnen, en was zijn begeesterde inspirator.
Van den Enden heeft zich veel beziggehouden met politieke en maatschappelijke hervormingen waarbij hij zich heeft verzet tegen religieuze invloed en pleit voor de verlichting van het volk, een democratische besluitvorming en (rassen)gelijkheid. In 1662 verbiedt de Amsterdamse stedelijke overheid Van den Enden om nog langer in het openbaar te discussiëren, omdat zijn conversatie kenmerken van atheïsme vertoonde. In 1665 publiceert hij ‘Vrije politieke stellingen’ waarin hij de democratie verdedigt. In 1671 besluit hij naar Frankrijk te vertrekken, waar hij in Parijs weer succesvol een Latijnse school heeft. Met de Franse edelen, die hij uit Amsterdam kent, zet hij in 1674 een heuse samenzwering op tegen Lodewijk XIV. Het complot wordt verraden en de samenzweerders worden voor de Bastille terechtgesteld. Franciscus van den Enden is een pionier van de Verlichting en van de democratie en eigenlijk verdient hij een belangrijke plaats in de Europese eregalerij.

## Lodewijk Meyer (1629-81)
In 1666 verschijnt in Amsterdam anoniem een revolutionair boek, de 'Filosofie de uitlegger van de H. Schrift' waarin de kennis die filosofie brengt boven die van de bijbel wordt gesteld. Het boek veroorzaakt grote opschudding en wordt het onderwerp van verhitte discussies in religieus en intellectueel Europa. Het boek wordt lange tijd gezien als de grootste aanval op de bijbel en wordt overal verboden. In die tijd wist men niet wie de schrijver was en het auteurschap is nog steeds omstreden, hoewel de belangrijkste 'kandidaten' Meyer en Bouwmeester zijn en het ook mogelijk is dat ze het boek samen schreven. Lodewijk Meyer was, arts, latinist, lexicograaf, theaterman en een prominent lid van de kring rond Van den Enden en Spinoza. Van 1665-69 is Meyer directeur van de Stadsschouwburg in Amsterdam, in een tijd dat de invloedrijke protestantse lobby muziek, dans, de viering van Sint Nicolaas en zeker theaters, als broedplaatsen van ongeloof wil verbieden. In 1669 sticht hij het kunstgenootschap ‘Nil volentibus arduum’ (niets is moeilijk voor die willen). Het genootschap wordt fel bestreden omdat sommige leden aanhangers van de ‘atheïst’ Spinoza waren. In 1677 wordt hij opnieuw Schouwburg directeur.

## Adriaen Koerbagh (1633-69)
In 1668 publiceerde de arts, jurist en filosoof Adriaen Koerbagh anoniem een zeer revolutionair boek, Bloemhof in het Nederlands, waarin hij een aanklacht doet tegen religieuze, wetenschappelijke en politieke elites die het volk dom willen houden om hun machtige posities veilig te stellen. Hij pleit dan ook op zeer moderne wijze voor 'de verlichting van het volk', zodat ze zelf leren hun verstand te gebruiken en de autoriteiten van repliek kunnen dienen. Adriaen wordt gearresteerd en veroordeeld tot 10 jaar rasphuis, waar hij na enkele maanden dwangarbeid in 1669 sterft. Daarmee is Adriaen Koerbagh een martelaar van de Verlichting en zijn officiële rehabilitatie zou zeker overwogen moeten worden.
Na de dood van Spinoza verzorgen de leden van de Amsterdamse Spinoza Kring in het geheim de uitgave van zijn nagelaten werken. Het team van redacteuren bestaat waarschijnlijk uit Rieuwertz, Jelles, Meyer, Glazemaker, Bouwmeester, Schuller en Van Gent. Ondanks verwoede pogingen van de Romeinse inquisitie in samenwerking met gereformeerde predikanten en rabbijnen om publicatie te voorkomen, wordt de 'Opera Posthuma' met daarin o.a. de 'Ethica', eind 1677 uitgebracht in het Latijn en in het Nederlands. Kort daarop steekt een storm van verontwaardiging op in religieus Europa en overal wordt het boek verboden en in beslag genomen.

## Moderne Spinoza Kring
In 2006 is een Amsterdamse Spinoza Kring opgericht die tot doel heeft te bevorderen dat Amsterdam de stad van Spinoza en Spinoza het boegbeeld van Amsterdam wordt. De Amsterdamse Spinoza Kring wil een levend spinozisme in Amsterdam ontwikkelen en een bijdrage leveren aan de kennis van Spinoza's filosofie. Daarnaast streeft de stichting naar de oprichting van een monumentaal gedenkteken voor Spinoza in Amsterdam. Frank van Kreuningen is medeoprichter en voorzitter van deze stichting.